# Ромуальд Громбчевський
Ромуальд Громбчевський  (пол. Romuald Grąbczewski, 7 лютого 1932, Варшава – 20 серпня 2005, Варшава) — польський шахіст.

## Шахова біографія
1950 на змаганнях в Івоничі-Здруї став бронзовим призером юніорської першості Польщі. У 1953—1977 роках виходив до 16-ти фінальних розіграшів чемпіонату Польщі. 1968 в Лодзі завоював титул чемпіона. 1966 здобув срібну нагороду в першому чемпіонаті Польщі зі швидких шахів. У складі клубу «Maraton» з Варшави Ромуальд Громбчевський — дев'ятиразовий переможець командної першості країни (1968, 1970, 1973, 1974, 1975, 1976, 1977, 1979, 1981). Двічі досягав подібного ж результату в клубному чемпіонаті зі швидких шахів (1968, 1971).

У заліку пана Ромуальда більш як 20 міжнародних турнірів, найкращі результати:
- Варшава 1961, III місце;
- Дубна 1971, IV місце;
- Люблін 1971, III місце;
- Екшьо (швед. Eksjö) 1974, I місце;
- Марина Ромеа 1978 III місце.

1968 учасник шахової олімпіади в Лугано, здобув на VI шахівниці 4 пункти в 7 партіях.
Найвищий рейтинг зафіксований 1 травня 1974: з 2425 пунктами Ромуальд Громбчевський посідав 3 сходинку (слідом за Влодзімєжем Шмідтом і Анджеєм Філіповічем) серед шахістів Польщі.